# Personengesellschaft
Eine Personengesellschaft entsteht, wenn sich mindestens zwei Rechtsträger (natürliche und/oder juristische Personen sowie Personengesellschaften) zur Erreichung eines gemeinsamen Zweckes zusammenschließen. Eine Personengesellschaft kann Träger von Rechten und Pflichten sein, dies ist je nach Land und Gesellschaftsform verschieden. Die Besteuerung der Gewinne einer Personengesellschaft erfolgt nach dem Transparenzprinzip. Siehe auch Mitunternehmerschaft.

## Haftung
Eine Personengesellschaft verfügt zumeist über (eingeschränkte) Rechtsfähigkeit, d. h., sie ist eine Personenvereinigung, die mit der Fähigkeit ausgestattet ist, Rechte zu erwerben und Verbindlichkeiten einzugehen. Dementsprechend können manche Personengesellschaften auch als Partei vor Gericht auftreten.
Gegenbegrifflich innerhalb der Gesellschaftsformen sind die Kapitalgesellschaften. Im Gegensatz zu einer Kapitalgesellschaft haften manche Gesellschafter einer Personengesellschaft unbeschränkt, das heißt mit dem Gesellschaftsvermögen und mit ihrem Privatvermögen (persönlich haftender Gesellschafter). Die Ausnahme ist der Kommanditist bei der Kommanditgesellschaft, dessen Haftung auf die im Handelsregister eingetragene Haftungssumme beschränkt ist. Einen Sonderfall stellt die Partnerschaftsgesellschaft dar: Hier findet eine Haftungsbeschränkung für Berufsfehler statt.
Besonders im angloamerikanischen Rechtsraum gibt es Personengesellschaften, bei denen die Haftung aller Gesellschafter begrenzt ist, wie etwa die Limited Liability Partnership (LLP).

## Länderspezifika

### Deutschland
Personengesellschaften sind
- die Gesellschaft bürgerlichen Rechts (sog. GbR/BGB-Gesellschaft). Die GbR ist in § 705 ff. BGB geregelt. Sie ist die Grundform der OHG.
- die Personenhandelsgesellschaften:
  - die Offene Handelsgesellschaft (oHG), auch als GmbH & Co. oHG
  - die Kommanditgesellschaft (KG), auch als GmbH & Co. KG
- die Partnerschaftsgesellschaft (freie Berufe)
- die Seehandelsgesellschaften (auslaufend, Neugründungen sind seit dem 25. April 2013 nicht mehr möglich):[1]
  - die Baureederei während der Bauphase des Schiffes[2]
  - die Partenreederei nach Fertigstellung des Schiffes[3]

- die stille Gesellschaft (als reine Innengesellschaft)
- die Europäische wirtschaftliche Interessenvereinigung (EWIV)

Personenhandelsgesellschaften sind nach deutschem Handelsrecht die Offene Handelsgesellschaft und die Kommanditgesellschaft. Die Bezeichnung leitet sich daraus her, dass bei der Personenhandelsgesellschaft die Verbindung der einzelnen Personen zu gemeinsamen Handelsgeschäften im Vordergrund steht, während bei den Kapitalgesellschaften (Aktiengesellschaft und GmbH) die Verbindung des Kapitals den rechtlichen Ausgangspunkt bildet. Personenhandelsgesellschaften und Partnerschaftsgesellschaften werden (beispielsweise im Umwandlungsgesetz) als Personengesellschaften bezeichnet.
Die GbR, die OHG sowie die Kommanditgesellschaft können auch andere Zwecke als gewerbliche verfolgen. Insbesondere die KG wird aufgrund der beschränkten Haftung der Kommanditisten häufig als Vermögensverwaltungsgesellschaft genutzt.
Personengesellschaften sind keine juristischen Personen. Sie werden aber vom Begriff der juristischen Personen im Sinne des Verfassungsrechts erfasst (vgl. Art. 19 Abs. 3 GG), können also Träger von Grundrechten sein.

### Österreich
Zu den typischen Personengesellschaften zählen
- die Gesellschaft bürgerlichen Rechts (GesbR)
- Eingetragene Personengesellschaften § 9 (1) GewO
  - die Offene Gesellschaft (OG)
  - die Kommanditgesellschaft (KG)

Daneben existiert in Österreich
- die stille Gesellschaft
- die Europäische wirtschaftliche Interessenvereinigung (EWIV)

### Schweiz
In der Schweiz gibt es folgende Formen der Personengesellschaft:
- die Einfache Gesellschaft
- die Kommanditgesellschaft (KmG)
- die Kollektivgesellschaft (KlG)

### Italien
In Italien gibt es
- Società semplice (Einfache Gesellschaft), am ehesten mit der Gesellschaft bürgerlichen Rechts zu vergleichen, entspricht weitgehend der Einfachen Gesellschaft schweizerischen Rechts
- Società in accomandita semplice (Kommanditgesellschaft)
- Società in nome collettivo (Offene (Handels-)Gesellschaft)

Wie in Deutschland ist die Personengesellschaft auch in Italien keine juristische Person.

### Polen
In Polen gibt es
- Spółka cywilna (Gesellschaft bürgerlichen Rechts)
- Spółka jawna (Offene Handelsgesellschaft)
- Spółka komandytowa (Kommanditgesellschaft)
- Spółka partnerska (Partnergesellschaft)
- Spółka komandytowo–akcyjna (Kommanditgesellschaft auf Aktien)

### USA
Zu den typischen Personengesellschaften zählen
- Limited Partnership
- Limited Liability Partnership (LLP)

### China
Eine chinesische Personengesellschaft ist
- das Gewöhnliche Partnerschaftsunternehmen